# Gillarens
Gillarens est une localité et une ancienne commune suisse du canton de Fribourg, située dans la commune de Rue, dans le district de la Glâne.

## Géographie
La localité se trouve sur une colline, à 2 km au nord de la gare d'Oron, entre les lignes ferroviaires Lausanne-Fribourg et Palézieux-Lyss et près de la route d'Oron.

## Toponymie
La localité est attestée sous les formes de Gislerens au xiie siècle, Gislarens en 1225 et Gillarens en 1273.
Elle se nomme Dzeralyin () en patois fribourgeois.
Son ancien nom allemand est Gislaharingen.

## Histoire
La localité est située à la frontière entre les cantons de Fribourg et Vaud. Entre 1147 et 1150, l'abbaye de Saint-Maurice céda contre un cens sa terre de Gillarens à l'abbaye de Hautcrêt. Une famille noble éponyme est mentionnée aux XIIIe et XIVe siècle. Gillarens fit partie de la châtellenie de Rue sous les Savoie jusqu'en 1536, du bailliage fribourgeois du même nom jusqu'en 1798, puis de la préfecture de Rue jusqu'en 1848. Au spirituel, l'ancienne commune relevait de la paroisse de Promasens, une filiale était dédiée à Marie (mentionnée dans la visite de 1453).
Les communiers de Gillarens s'unirent à ceux de Chapelle (Glâne) pour demander un chapelain, ce bénéfice fut établi en 1674. La localité disposait d'un orphelinat pour filles, le Foyer Saint-Jean Bosco fut transformé en 1987 en foyer d'accueil pour mères toxicomanes, puis en 1993 en home pour handicapés (Fondation Eben-Hezer). Gillarens est restée agricole (blé, pommes de terre, betteraves, élevage et production laitière).
Depuis 2001, Gillarens fait partie de la commune de Rue avec les localités de Blessens et Promasens.

## Population et société

### Surnom
Les habitants de la localité sont surnommés lè Repétacî, soit les rapiécés en patois fribourgeois.

### Démographie
Gillarens comptait 131 habitants en 1811, 152 en 1850, 224 en 1900, 272 en 1950, 207 en 1960, 160 en 1980, 177 en 2000.